# 香港電影工作者總會

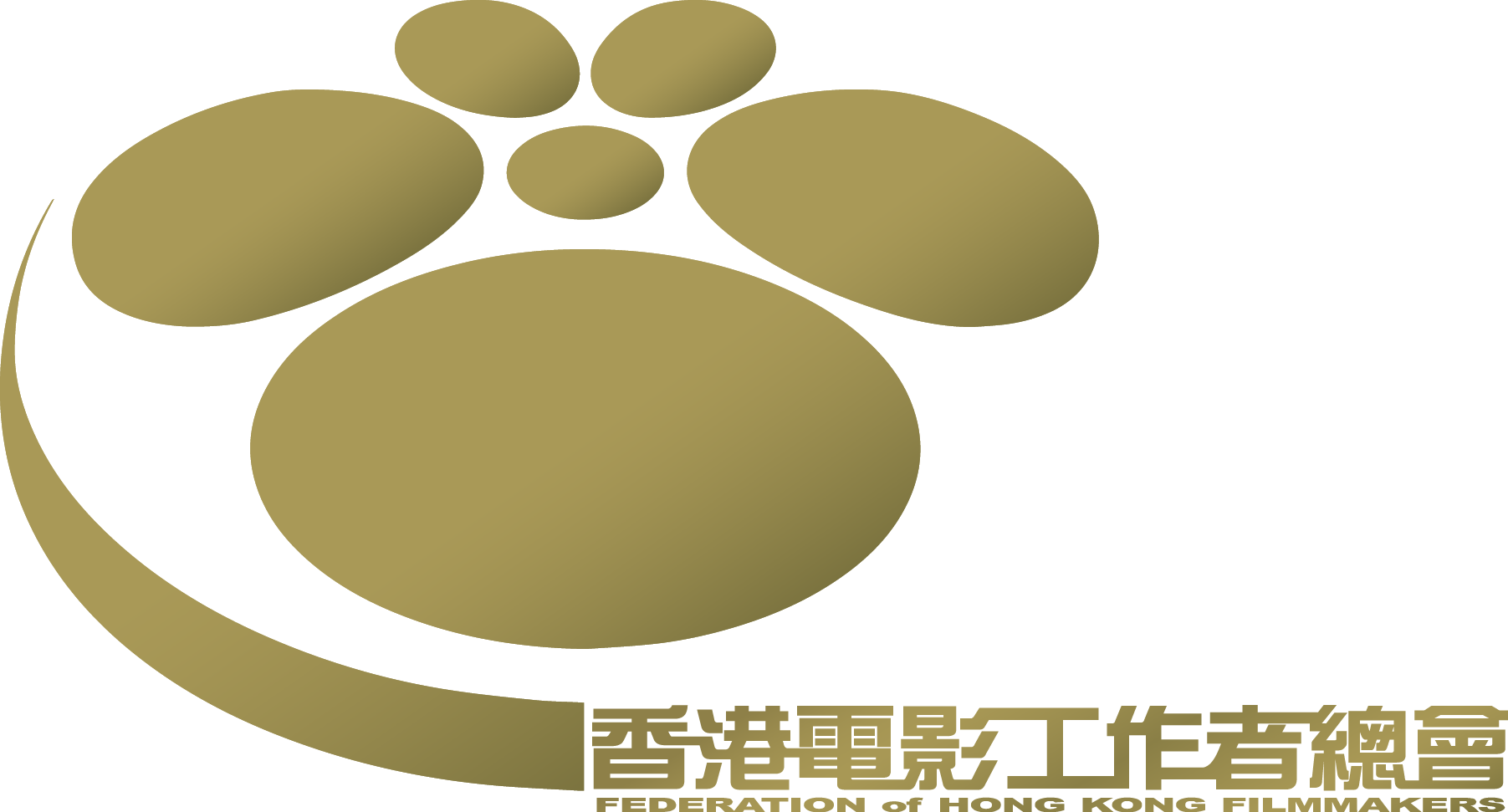
香港電影工作者總會標誌

香港電影工作者總會（簡稱：電影總會）由香港電影業界九個專業屬會於2002年1月25日聯合組成（截至2024年底屬會已增加至十五個），屬香港大型電影工作者組織，會員以屬會（Association Members）為單位。香港電影工作者總會創會召集人為著名藝人成龍，永遠名譽會長為吳思遠，歷屆會長分別為吳思遠、爾冬陞、田啟文、古天樂，並由各屬會委派代表聯組執行委員會（Executive Committee）管理。成立宗旨旨在維護及保障香港電影工作者權益，為電影業界服務及提供交流，並經常籌辦與香港電影業界有關的活動、會議，曾主辦之活動包括：電影專業培訓計劃、跨部門技能提升計劃、《總會拍電影》計劃、新晉編劇學徒計劃等。

## 成立背景
八十年代尾，香港電影業相繼成立以各種工作崗位為單位的代表組織，鞏固各同業間之友誼，同時亦增強了香港電影界在政府及社會人士心目中的地位。其後香港電影業出現了衰退現象，自一九九五年開始的不景氣嚴重地打擊了整個行業，期間，電影工作者體會了電影界同舟應共濟、唇亡則齒寒的道理。在成龍的召集下，香港電影導演會、香港電影編劇家協會、香港專業電影攝影師學會、香港電影美術學會、香港電影製作行政人員協會、香港演藝人協會、香港電影燈光協會、香港動作特技演員公會及香港電影剪輯協會於二零零零年舉行聯席會議，並於二零零一年三月廿一日聯手合辦「新世紀大派對」，邀請了過千位電影工作者聚首一堂，並由成龍帶領眾屬會下正式宣佈籌組「香港電影工作者總會」，並於2002年1月25日正式成立。

## 成立宗旨
1. 維護及保障香港電影工作者權益
2. 提昇及改善香港電影拍攝環境
3. 聯繫業界聲音，提供業界與政府/各界溝通橋樑，雙向交流
4. 為行業健康發展而服務

## 屬會成員
屬會成員（Association Members）
- 香港電影導演會 （页面存档备份，存于）（HKFDG）創會屬會成員
- 香港電影編劇家協會 （页面存档备份，存于）（HKSWG）創會屬會成員
- 香港專業電影攝影師學會 （页面存档备份，存于）（HKSC）創會屬會成員
- 香港電影美術學會 （页面存档备份，存于）（HKFAA）創會屬會成員
- 香港電影製作行政人員協會（HKMPEA）創會屬會成員
- 香港演藝人協會 （页面存档备份，存于）（HKPAG）創會屬會成員
- 香港電影燈光協會（HKCIA）創會屬會成員
- 香港動作特技演員公會 （页面存档备份，存于）（HKSA）創會屬會成員
- 香港電影剪輯協會 （页面存档备份，存于）（HKSE）創會屬會成員
- 香港電影後期專業人員協會 （页面存档备份，存于）（AMP4）於2009年加入
- 香港電影副導演會 （页面存档备份，存于）（HKFADA）於2017年加入
- 香港電影作曲家協會 （页面存档备份，存于）（HKFCA）於2019年加入
- 香港電影視覺特效協會 （页面存档备份，存于）（HKVFX）於2022年加入
- 香港影視聲畫製作協會 （页面存档备份，存于）（HKAPSP）於2022年加入
- 香港電影攝影同業協會 （页面存档备份，存于）（HKCA）於2024年加入

## 歷屆執委會（Executive Committee）
| 創會會長     |
| 成龍先生     |
| 永遠榮譽會長 |
| 吳思遠先生   |

| 第十二屆執委會（2025-2027） | |
| 會 長                       | 古天樂先生（香港演藝人協會） |
| 副 會 長                    | 陳詠燊先生（香港電影導演會） 莫少宗先生（香港電影美術學會） 林淑賢小姐（香港電影製作行政人員協會） |
| 秘 書 長                    | 劉小慧小姐（香港電影副導演會） |
| 司 庫                       | 周國忠先生（香港電影後期專業人員協會) |
| 執 委                       | 陳心遙先生（香港電影編劇家協會） 鄺庭和先生（香港專業電影攝影師學會） 黃海先生（香港電影剪輯會） 李鈞煒先生（香港電影燈光協會） 陳俊峰先生（香港動作特技演員公會） 韋啟良先生（香港電影作曲家協會） 張耀豪先生（香港電影視覺特效協會） 呂麗樺女士（香港影視聲畫製作協會） 馮采乾先生（香港電影攝影同業協會） |
| 會長特邀執委暨總會發言人    | 田啟文先生 |
| 顧問                        | |
| 名譽法律顧問                | 鍾凱婷大律師 |

| 第十一屆執委會（2023-2025） | |
| 會 長                       | 古天樂先生（香港演藝人協會） |
| 副 會 長                    | 陳詠燊先生（香港電影導演會） 莫少宗先生（香港電影美術學會） 林淑賢小姐（香港電影製作行政人員協會） |
| 司 庫                       | 周國忠先生（香港電影後期專業人員協會） |
| 秘 書 長                    | 劉小慧小姐（香港電影副導演會） |
| 執 委                       | 陳心遙先生（香港電影編劇家協會） 鄺庭和先生（香港專業電影攝影師學會） 黃海先生（香港電影剪輯會） 李鈞煒先生（香港電影燈光協會） 陳俊峰先生（香港動作特技演員公會） 韋啟良先生（香港電影作曲家協會） 張耀豪先生（香港電影視覺特效協會） 呂麗樺女士（香港影視聲畫製作協會） |
| 會長特邀執委暨總會發言人    | 田啟文先生 |

| 第十屆執委會（2021-2023） | |
| 會 長                     | 古天樂先生（香港演藝人協會） |
| 副 會 長                  | 張同祖先生（香港電影編劇家協會） 楊逸德先生（香港電影導演會） 鄺庭和先生（香港專業電影攝影師學會）                                                                                          |
| 司 庫                     | 周國忠先生（香港電影後期專業人員協會） |
| 秘 書 長                  | 王延明先生（香港電影製作行政人員協會） |
| 執 委                     | 莫少宗先生（香港電影美術學會） 黃海先生（香港電影剪輯會） 文振榮先生（香港電影燈光協會） 吳育樞先生（香港動作特技演員公會） 龔兆平先生（香港電影副導演會） 韋啟良先生（香港電影作曲家協會） |
| 發言人                    | 田啟文先生 |

| 第九屆執委會（2019-2021） | |
| 創會會長                  | 成龍先生 |
| 永遠榮譽會長              | 吳思遠先生 |
| 會 長                     | 田啟文先生(香港電影製作行政人員協會) |
| 副 會 長                  | 余安安小姐(香港演藝人協會) 楊逸德先生(香港電影導演會) 張同祖先生(香港電影編劇家協會)                                                                                               |
| 司 庫                     | 周國忠先生(香港電影後期專業人員協會) |
| 秘 書 長                  | 鄺庭和先生(香港專業電影攝影師學會) |
| 委 員                     | 黃 英先生(香港電影美術學會) 譚國明先生(香港電影剪輯協會) 文振榮先生(香港電影燈光協會) 吳育樞先生(香港動作特技演員公會) 葉兆聰先生(香港電影副導演會) 韋啟良先生(香港電影作曲家協會) |

| 第八屆執委會（2017-2019） | |
| 創會會長                  | 成龍先生 |
| 永遠榮譽會長              | 吳思遠先生 |
| 會 長                     | 爾冬陞先生(香港電影導演會) |
| 副 會 長                  | 田啟文先生(香港電影製作行政人員協會) 莫少宗先生(香港電影美術學會) 劉浩良先生(香港電影編劇家協會)                              |
| 司 庫                     | 周國忠先生(香港電影後期專業人員協會)                                                                                          |
| 秘 書 長                  | 陳芷菁小姐(香港演藝人協會) |
| 委 員                     | 文振榮先生(香港電影燈光協會) 吳育樞先生(香港動作特技演員公會) 譚國明先生(香港電影剪輯協會) 姜國民先生(香港專業電影攝影師學會) |

| 第七屆執委會（2015-2017） | |
| 會 長                     | 吳思遠先生(香港電影導演會) |
| 副 會 長                  | 田啟文先生(香港電影製作行政人員協會) 張志成先生(香港電影編劇家協會) 談智偉先生(香港專業電影攝影師學會)                                         |
| 司 庫                     | 周國忠先生(香港電影後期專業人員協會) |
| 秘 書 長                  | 莫少宗先生(香港電影美術學會) |
| 委 員                     | 王梓軒先生(香港演藝人協會) 文振榮先生(香港電影燈光協會) 梁小熊先生(香港動作特技演員公會) 胡琪燦先生(香港電影剪輯協會)                          |
| 邀請委員                  | 張同祖先生 莊文強先生 李英洛先生 曾志偉先生 石祐珊小姐 林家棟先生 黃家良先生 馮子昌先生 吳寶玲小姐 黃永明先生 王延明先生 鄭振邦先生 梁林輝先生 |
| 顧問                      | |
| 榮譽顧問                  | 岑建勳先生 |
| 顧 問                     | 施南生女士 霍震霆議員 田北俊先生 陳婉嫻議員 單仲偕議員 黃英琦女士 葉國謙議員                                                                   |
| 顧問團體                  | 香港電影製作發行協會 港澳電影戲劇總會 |
| 名譽法律顧問              | 林耀昌律師 鍾偉雄律師 李偉民律師 方 和律師 |
| 秘書處                    | |
| 行政主任                  | 方燕儀小姐 |

| 第六屆執委會（2012-2015） | |
| 會 長                     | 吳思遠先生(香港電影導演會)                                                                                            |
| 副 會 長                  | 田啟文先生(香港電影製作行政人員協會) 張志成先生(香港電影編劇家協會) 談智偉先生(香港專業電影攝影師學會)                |
| 司 庫                     | 周國忠先生(香港電影後期專業人員協會)                                                                                  |
| 秘 書 長                  | 陳芷菁女士(香港演藝人協會)                                                                                            |
| 委 員                     | 鄒林先生(香港電影燈光協會) 莫少宗先生(香港電影美術學會) 楊菁菁女士(香港動作特技演員公會) 潘雄耀先生(香港電影剪輯協會) |
| 邀請委員                  | 張同祖先生 林家棟先生 車崇健先生 李英洛先生 馮子昌先生 陳樹幟先生 莊 澄先生 周永光先生 李紹銘先生 吳寶玲小姐          |
| 顧問                      | |
| 榮譽顧問                  | 岑建勳先生 |
| 顧 問                     | 施南生女士 霍震霆議員 田北俊先生 陳婉嫻議員 單仲偕議員 湯家驊議員 黃英琦女士 劉千石議員 涂謹申議員 葉國謙議員         |
| 顧問團體                  | 香港電影製作發行協會 港澳電影戲劇總會                                                                                 |
| 名譽法律顧問              | 林耀昌律師 鍾偉雄律師 李偉民律師 方 和律師                                                                            |

| 第五屆執委會（2010-2012） | |
| 會 長                     | 吳思遠先生(香港電影導演會) |
| 副 會 長                  | 張志成先生(香港電影編劇家協會) 黃岳泰先生(香港專業電影攝影師學會) 何劍雄先生(香港電影美術學會)                                |
| 司 庫                     | 周國忠先生(香港電影後期專業人員協會)                                                                                          |
| 秘 書 長                  | 林家棟先生(香港演藝人協會) |
| 委 員                     | 楊菁菁女士(香港動作特技演員公會) 潘雄耀先生(香港電影剪輯協會) 鄒林先生(香港電影燈光協會) 田啟文先生(香港電影製作行政人員協會) |
| 邀請委員                  | 張同祖先生 黎文卓先生 談智偉先生 莫少宗先生 錢嘉樂先生 陳樹幟先生 陳香江先生 車崇健先生 李英洛先生 馮子昌先生                 |
| 顧問                      | |
| 榮譽顧問                  | 岑建勳先生 |
| 顧 問                     | 施南生女士 霍震霆先生 田北俊議員 陳婉嫻議員 單仲偕議員 湯家驊議員 黃英琦女士 劉千石先生                                       |
| 顧問團體                  | 香港電影製作發行協會 港澳電影戲劇總會                                                                                         |
| 名譽法律顧問              | 林耀昌律師 鍾偉雄律師 李偉民律師 方 和律師                                                                                    |
| 秘書處                    | |
| 行政主任                  | 陳逸莙小姐 |

| 第四屆執委會（2008-2010） |                                                                                                |
| 會 長                     | 吳思遠先生(香港電影導演會)                                                                     |
| 副 會 長                  | 陳嘉上先生(香港電影編劇家協會) 黃岳泰先生(香港專業電影攝影師學會) 何劍雄先生(香港電影美術學會) |
| 司 庫                     | 鄭樹新先生(香港電影製作行政人員協會)                                                           |
| 秘 書 長                  | 岑建勳先生(香港演藝人協會)                                                                     |
| 委 員                     | 楊菁菁女士(香港動作特技演員公會) 潘雄耀先生(香港電影剪輯協會) 鄒林先生(香港電影燈光協會)       |
| 邀請委員                  | 方 盈女士 田啟文先生 張同祖先生 陳香江先生 李英洛先生 羅啟銳先生 談智偉先生                    |
| 顧問                      |                                                                                                |
| 顧 問                     | 施南生女士 霍震霆先生 田北俊議員 陳婉嫻議員 單仲偕議員 湯家驊議員 黃英琦女士 劉千石先生        |
| 顧問團體                  | 香港電影製作發行協會 港澳電影戲劇總會                                                          |
| 名譽法律顧問              | 林耀昌律師 鍾偉雄律師 李偉民律師 方 和律師                                                     |
| 秘書處                    |                                                                                                |
| 行政主任                  | 陳逸莙小姐                                                                                     |

| 第三屆執委會（2006-2008） | |
| 會 長                     | 吳思遠先生(香港電影導演會)                                                                                    |
| 副 會 長                  | 黃岳泰先生(香港專業電影攝影師學會) 陳嘉上先生(香港電影編劇家協會) 何劍雄先生(香港電影美術學會)                |
| 司 庫                     | 鄭樹新先生(香港電影製作行政人員協會)                                                                          |
| 秘 書 長                  | 岑建勳先生(香港演藝人協會)                                                                                    |
| 委 員                     | 梁小熊先生(香港動作特技演員公會) 鄺志良先生(香港電影剪輯協會) 鄒林先生(香港電影燈光協會)                      |
| 顧問                      | |
| 顧 問                     | 施南生女士 霍震霆先生 田北俊議員 陳婉嫻議員 單仲偕議員 湯家驊議員 陳坤耀先生 黃英琦女士 劉千石先生 胡恩威先生 |
| 顧問團體                  | 香港電影製作發行協會 港澳電影戲劇總會                                                                         |
| 名譽法律顧問              | 林耀昌律師 鍾偉雄律師 李偉民律師 John McLellan律師                                                            |
| 秘書處                    | |
| 行政主任                  | 陳逸莙小姐 |

| 第二屆執委會（2004-2006） |                                                                                                |
| 會 長                     | 吳思遠先生(香港電影導演會)                                                                     |
| 副 會 長                  | 黃岳泰先生(香港專業電影攝影師學會) 張同祖先生(香港電影編劇家協會) 何劍雄先生(香港電影美術學會) |
| 司 庫                     | 鄭樹新先生(香港電影製作行政人員協會)                                                           |
| 秘 書 長                  | 岑建勳先生(香港演藝人協會)                                                                     |
| 委 員                     | 楊菁菁女士(香港動作特技演員公會) 胡琪燦先生(香港電影剪輯協會) 鄒林先生(香港電影燈光協會)       |
| 顧問                      |                                                                                                |
| 顧 問                     | 施南生女士 霍震霆先生 馬逢國議員 周梁淑怡議員 陳坤耀先生 黃英琦女士 劉千石先生                 |
| 顧問團體                  | 香港電影製作發行協會 港澳電影戲劇總會                                                          |
| 法律顧問                  | 林耀昌律師 鍾偉雄律師 馬健能律師                                                               |
| 秘書處                    |                                                                                                |
| 行政主任                  | 陳逸莙小姐                                                                                     |

| 第一屆執委會（2002-2004） | |
| 會 長                     | 吳思遠先生(香港電影導演會)                                                                             |
| 副 會 長                  | 黃岳泰先生(香港專業電影攝影師學會) 張志成先生(香港電影編劇家協會) 何麗嫦女士(香港電影製作行政人員協會) |
| 司 庫                     | 潘雄耀先生(香港電影剪輯協會)                                                                           |
| 秘 書 長                  | 何錦華女士(香港演藝人協會)                                                                             |
| 委 員                     | 梁小熊先生(香港動作特技演員公會) 梁華生先生(香港電影美術學會) 鄒林先生(香港電影燈光協會)               |
| 顧問                      | |
| 常務顧問                  | 岑建勳先生                                                                                             |
| 顧 問                     | 霍震霆先生 馬逢國議員 周梁淑怡議員 陳坤耀先生 黃英琦女士 劉千石先生                                    |
| 顧問團體                  | 香港電影製作發行協會 港澳電影戲劇總會                                                                  |
| 法律顧問                  | 林耀昌律師 鍾偉雄律師 馬健能律師                                                                       |
| 秘書處                    | |
| 行政主任                  | 陳逸莙小姐                                                                                             |

## 歷年大事紀

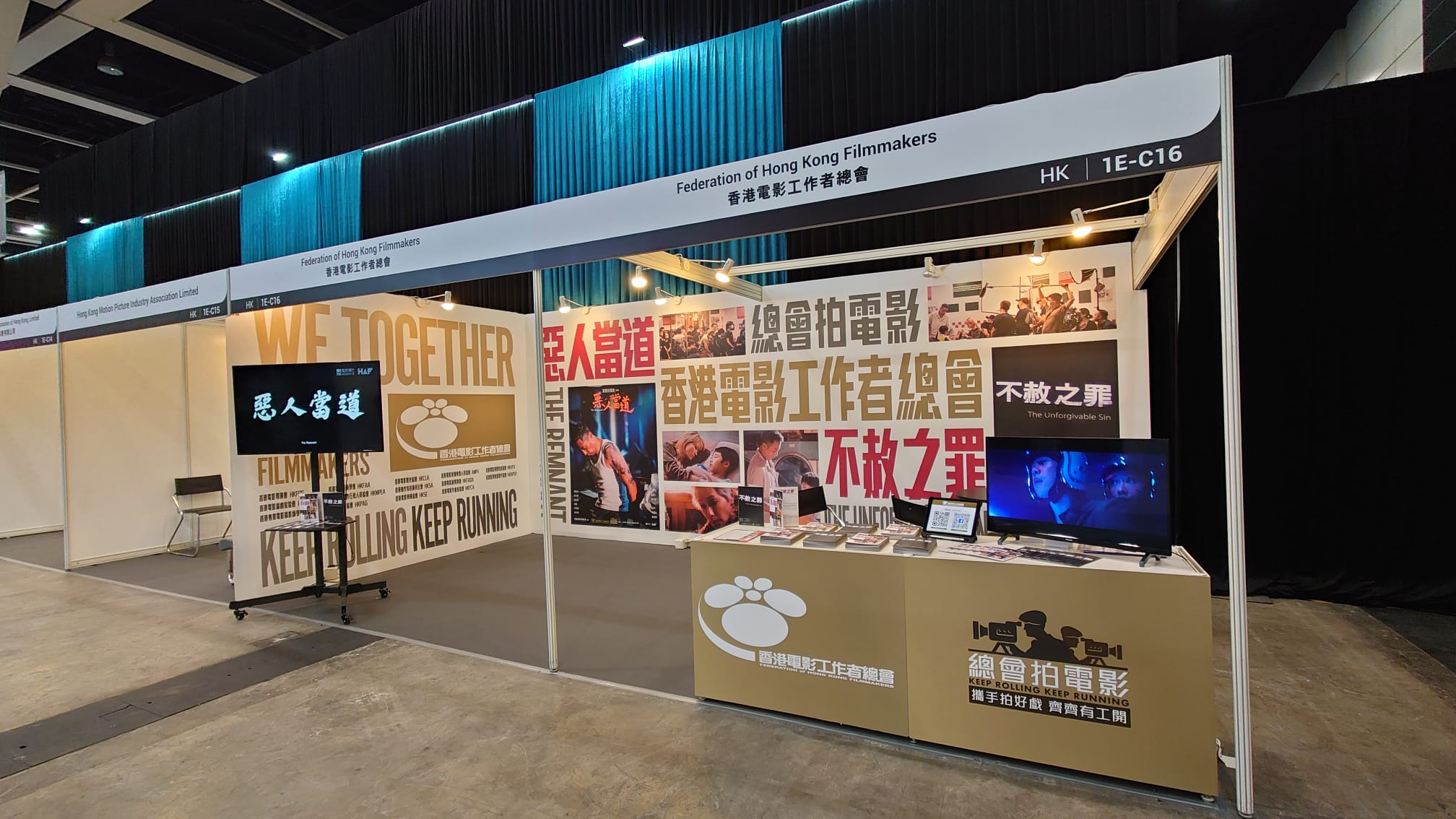
FILMART2023 展位

2002年：9月18日舉辦「振興香港電影工業會議」，廣邀業內人士、政府官員、議員、南韓及法國的電影單位代表，就融資、發行及電影政策等進行研討，並於同年12月推出「振興香港電影工業政策報告」
2003年：非典型肺炎肆虐期間，總會發動「1:99電影行動」，拍攝11條勵志短片為香港人打氣，發揮香港人關心香港的行動
2004年：創辦第一屆電影專業培訓計劃，為行業培訓新血；同年設立「片名及劇本登記服務」
2005年：開辦第二屆電影專業培訓計劃
2006年：總會首次為業界制訂「香港電影工作者《法定假期》及《暴風訊號/黑色暴雨安全措施》指引」
2009年：推出《香港電影工作者專業製作指引及工業安全手冊》上、下冊，藉以讓業界關注電影工業安全的重要性，並於5月27日舉辦新書發佈記者會。同年，香港電影後期專業人員協會正式加入總會
2010年：開辦第三屆電影專業培訓計劃
2012年：為紀念一代巨星李小龍逝世四十周年，總會由2009年開始籌組攝製《李小龍風采一生》紀錄片，歷時四年完成，2012年6月13日於銅鑼灣JP戲院舉行首映禮，獲坊間一致好評。
2013年：3月3日於九龍灣國際展貿中心舉辦「香港電影工作者總會十周年春茗」暨「2012年度香港電影工作者總會頒獎禮」。《李小龍風采一生》紀錄片2013年7月起於香港文化博物館「武‧藝‧人生──李小龍」展覽中放映。
2017年：香港電影副導演會正式加入總會。同年開辦第四屆電影專業培訓計劃。
2018年：《豪門夜宴》數碼修復完成，5月15日於星影匯舉行放映會。同年，就「道具全」事件與政府當局多番磋商，促使金管局制定使用「道具鈔票」的申請手續及守則。開辦「第五屆電影專業培訓計劃」
2019年：香港電影作曲家協會（HKFCA）正式加入成為屬會成員
2020年：新冠疫情嚴峻，電影業幾近停擺。在香港演藝人協會會長古天樂及香港電影導演會前會長劉偉強號召下，香港電影工作者總會組織各屬會及有心人士，發起【香港電影工作者疫境支援計劃】，透過業界內募集各方捐款，發放生活資助以支援水深火熱的基層同業，受惠人數逾1,500人
2020年：於香港電影發展基金撥款下，總會策劃及推動「香港電影工作者跨部門技能提升計劃」，藉著十條教學短片的製作，旨在讓不同部門的電影工作者更了解其他部門的專業工作。該項目獲得全行攜手參與，各個崗位都由總會12屬會派出資深會員擔任指導及顧問，令項目順利完成。總會希望藉著這個項目讓行內不同崗位的同業，以至行外對製作有興趣的朋友們對電影製作加深認識和了解，達至技能提升自我增益的目的。
2021年：新冠疫情持續打撃業界，時任會長古天樂發起「總會拍電影」計劃，招募創意電影劇本，旨在鼓勵新一代電影人積極創作，一起探索香港電影的新路向；同時，製作團隊需聘用本地電影從業員擔任所有工作崗位，藉此為同業創造工作機會、培育人才，推動行業持續發展
2022年：「總會拍電影」計劃首季獲選電影《惡人當道》正式開拍，為總會首部出品電影；同年，香港電影視覺特效協會（HKVFX）及香港影視聲畫製作協會（HKAPSP）正式加入成為屬會成員，總會屬會成員增至十四個。
2023年：《總會拍電影》計劃首季獲選電影《惡人當道》拍竣，並入圍香港亞洲電影投資會(HAF) WIP單元，預計於2024年上映。《不赦之罪》亦已進入前期籌備階段。
2024年：《總會拍電影》計劃首季獲選電影《惡人當道》入選多個電影節，包括北京國際電影節 「光影浪潮•香港電影新動力」單元、「FIRST青年電影展」主競賽單元、「香港電影巡禮2024」馬來西亞站、雅加達電影周2024「MADE IN HONG KONG」單元及完成「金雞百花電影節」多個放映巡展。《不赦之罪》已順利完成拍攝，並成功入圍東京國際電影節「亞洲未來」競賽單元。同年，「新晉編劇學徒計劃」 正式啟動，協助電影製作公司招聘全職編劇學徒，為新生代創作人才提供入行機會。「電影工業安全通報機制」亦正式發佈，透過收集自願性工業意外數據，定期審查趨勢並制定對應措施，以提升行業安全水平並提供相關建議。香港電影攝影同業協會（HKCA）正式加入總會。

## 電影專業培訓計劃
為正視香港電影工業人材斷層問題，香港電影工作者總會於二零零四年至二零零五年期間，邀請職業訓練局香港專業教育學院合辦兩屆「電影專業培訓計劃」。課程由一班現職電影工作者，針對香港電影製作實際拍攝環境，以及行業對不同工種人材的需求殷切度，將理論與實務結合為課程定位，目標希望學員透過課程的學習，畢業後能即時加入前線工作，舒緩行業對基層人才的需求。第一屆課程優先培訓機燈、後期、美術、副導、剪接及製片六個組別，而第二屆課程除保留部份原來組別外，更新增動作特技組，而兩屆課程共為行業培訓了三百七十多名新力軍。其後總會得到電影發展基金資助九百七十萬港元下，於二零一零年再次舉辦課程。

## 《總會拍電影》計劃[3]
受新型冠狀病毒疫情影響，香港電影業跟各行各業一樣，業界開工嚴重不足，電影同業因而想盡辦法守望相助。2021年，香港電影工作者總會分別與「劉鑾雄慈善基金」及「安漫奇製作有限公司」簽訂協議，推出《總會拍電影》計劃，助電影界同業疫境自強。該計劃向每個獲選團隊提供最高港幣420萬的製作費，用於將劇本製作成商業電影。
計劃旨在鼓勵新一代電影人積極創作，探索香港電影的新路向；同時，製作團隊需聘用本地電影從業員擔任所有工作崗位，藉此為同業創造工作機會、培育人才，推動行業持續發展。
首季《總會拍電影》計劃反應熱烈，最終選出以下兩部創意及執行力皆優的劇本成為首季勝出作品：
| 第一季《總會拍電影》計劃勝出作品 |
| --- |
| 電影名稱：《惡人當道》【電影由劉鑾雄慈善基⾦⽀持，⾹港電影⼯作者總會出品】 導演及編劇：關文軒 演出：姜皓⽂、廖⼦妤、凌⽂⿓ 、 葉童 、尹揚明 、蘇天樂 故事簡介：重獲新⽣的過氣⼤佬「呔哥」（姜皓⽂ 飾）在舊區經營洗⾐店，沈默寡⾔的他逐漸融⼊，終於過上亡妻嚮往的平淡⽇⼦，卻遇上欺凌⼀棟舊廈居⺠的⿊道流氓，冷眼旁觀還是重出江湖，該如何抉擇？ |
| 電影名稱：《不赦之罪》【電影由安漫奇製作有限公司支持，安漫奇製作有限公司及香港電影工作者總會聯合出品】 導演：林善、譚善揚 編劇：譚善揚 演出：黃秋生 、蘇玉華、歐鎮灝、陳書昕、陳紫萱 故事簡介：「愛你的仇敵，因愛能勝過仇恨。」 說來動聽，但有多少人真的能行出所信？強要將愛蓋過恨，會否反而激起更深的仇怨？梁牧師（黃秋生 飾）的女兒被強姦後自殺了。幾年後，強暴女兒的少年犯阿樂（歐鎮灝 飾）刑滿出獄，還加入了教會。梁牧師該為信仰而寬恕，還是為愛狠狠報復？。 |

第二季《總會拍電影》計劃已於2023年6月1日起接受報名，截止日期為2023年8月31日中午12時。每個獲選團隊將獲投資最高港幣420萬製作費，將劇本製作成商業電影。

## 外部連結
- 香港電影工作者總會網頁 （页面存档备份，存于）